# Org-mode
Org-mode(/ˈɔːrɡ moʊd/)는 자유 소프트웨어 텍스트 편집기 GNU 이맥스와 그 파생 버전에서 문서 편집, 서식 지정 및 정리를 위한 모드로, 메모, 계획 및 작성을 위해 설계되었다. 이 모드는 계층 구조의 수준을 나타내는 간단한 표시(예: 에세이 개요, 하위 주제가 있는 주제 목록, 중첩된 컴퓨터 코드 등)와 마크업을 읽고 계층 구조 요소를 조작할 수 있는 기능(요소 확장/숨기기, 요소 블록 이동, 할 일 목록 항목 체크 등)을 갖춘 편집기를 포함하는 일반 텍스트 파일("org 파일")을 포괄하는 데 사용된다.
Org Mode는 카르스텐 도미닉(Carsten Dominik)이 2003년에 자신의 삶과 작업을 정리하기 위해 만들었으며, 첫 번째 릴리스 이후 수많은 사용자와 개발자가 이 자유 소프트웨어 패키지에 기여했다. Emacs는 2006년부터 Org Mode를 주요 모드로 기본 설정해 왔다. Bastien Guerry는 2010년부터 활발한 개발 커뮤니티와 협력하여 유지 관리자로 활동하고 있다. 이맥스에서 Org Mode가 성공을 거둔 이후, 이제 다른 시스템에서도 Org 파일을 처리하는 기능을 제공하고 있다.
Org Mode는 거의 직교적으로 다양한 외부 언어로 코드를 실행하기 위한 기능을 갖추고 있으며, 이러한 기능들이 org-babel을 형성한다.

## 같이 보기
- 가벼운 마크업 언어